# Třída Brummer
Třída Brummer byla třída minových lehkých křižníků německé Kaiserliche Marine z období první světové války. Celkem byly postaveny dvě jednotky této třídy. Ve službě byly v letech 1916–1919. Po německé kapitulaci byly internovány ve Scapa Flow, kde je roku 1919 potopily vlastní posádky.

## Stavba
Celkem byly v  letech 1915–1916 postaveny dvě jednotky této třídy. Obě postavila loděnice AG Vulcan Stettin ve Štětíně.
Jednotky třídy Brummer:
| Jméno       | Loděnice          | Založení kýlu | Spuštěna          | Vstup do služby  | Poznámka                                                                                 |
| ----------- | ----------------- | ------------- | ----------------- | ---------------- | ---------------------------------------------------------------------------------------- |
| SMS Brummer | AG Vulcan Stettin | 1915          | 11. prosince 1915 | 2. dubna 1916    | V listopadu 1018 internován ve Scapa Flow, dne 21. června 1919 potopen vlastní posádkou. |
| SMS Bremse  | AG Vulcan Stettin | 1915          | 11. března 1916   | 1. července 1916 | V listopadu 1018 internován ve Scapa Flow, dne 21. června 1919 potopen vlastní posádkou. |

## Konstrukce

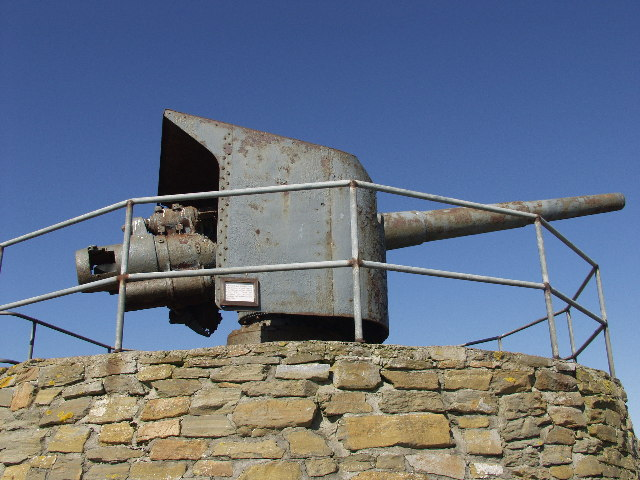
Dochovaný kanón křinžíku Bremse

Hlavní výzbroj tvořily čtyři 150mm kanóny, dva 88mm kanóny a až 400 min. Pohonný systém tvořilo šest kotlů Marine a dvě turbíny Marine o výkonu 33 000 hp, pohánějící dva lodní šrouby. Nejvyšší rychlost dosahovala 28 uzlů. Dosah byl 5800 námořních mil při rychlosti 12 uzlů.